# Купрієнко В'ячеслав Миколайович
В'ячесла́в Микола́йович Купріє́нко (нар. 28 лютого 1964, м. Комунарськ Луганської області) — український письменник, автор-виконавець власних пісень, перекладач.

## Життєпис
Народився на Луганщині. У Комунарську (нині Алчевськ) 1981 року закінчив середню школу № 22. У шкільному віці брав участь у піонерській військово-спортивній грі «Зірниця», займався кількома видами спорту (футбол, бокс, автомоделізм та ін.); згодом захопився спортивним орієнтуванням. Здобув освіту на факультеті розвідки Київського вищого загальновійськового командного училища ім. М. В. Фрунзе (1985), фах — командна тактична розвідка, китайська мова.
У 1987—1989 роках як офіцер ГРУ (СРСР) служив командиром групи спеціального призначення 177 окремого загону спеціального призначення Обмеженого контингенту радянських військ в Афганістані. Учасник бойових дій, нагороджений двома орденами Червоної Зірки. У званні капітана звільнився з військової служби 1992 року, після чого в Україні працював як перекладач китайської мови. Переклав з китайської російською мовою книжку про ушу, видану в Києві (автор Чжан Юкунь, «100 вопросов по у-шу», 1996).
Враження від участі в бойових діях в Афганістані лягли в основу літературно-мистецької творчості. Свою першу пісню «8 грудня» написав у квітні 1988-го, присвятивши її пам'яті полеглого лейтенанта Олексія Трофимова, якого В'ячеслав Купрієнко змінив на посаді командира групи. Загалом написав понад 100 пісень російською мовою. Як автор-виконавець здобув визнання, лауреат низки фестивалів — всеукраїнських і міжнародних. Від 2016 року свідомо перейшов на українську мову, співає українською, якою написав у співавторстві понад 30 пісень, зокрема пісню «Онук і дід» — з нею виборов премію Міністерства оборони України 2021 року.
Живе в смт Бородянка Київської області. Одружений, має двох доньок.

## Творчість
Автор збірки пісень «Я хотів відшукати дорогу» (1997), аудіоальбомів на дисках: «Гімн серця» (1999), «Хочеться» (2000), «Сім перевалів» (2003), «Політ» (2004), «Сповідь офіцера розвідки» (2007), «Нічого взамін» (2011), «Соняхи» (2016), «Час народу» (2018), «Піхота» (2021).
Пісні В'ячеслава Купрієнка звучать у документальних серіалах «Афганський синдром», «Афганська війна», його есе використано в мюзиклі «Афган».

### Книжки
- «Я хотел отыскать дорогу» (1997) (рос.)
- «Фэншуй. Акупунктура земли» (1999) (рос.)
- «Ничего взамен» (2012) (рос.)

Проза для дітей
- «Рассказики о мышонке» (2014) (рос.)
- «Мишасько і розгардіяш» (2019)
- «Мишаськів догоридриґ. Книга 2». Видавництво "Зелений пес', 2022, ISBN: 978-966-2792-38-6

## Громадська діяльність
Член Національної спілки письменників України (2014) і громадської спілки «Всеукраїнська асоціація ветеранів Афганістану та антитерористичної операції». Волонтер, неодноразово виступав з концертами для українських вояків у зоні проведення ООС. У 2014—2021 роках провів понад 300 концертів.

## Нагороди
- Орден «За заслуги» III ст. (2020)[4]
- два ордени Червоної Зірки

Лауреат Премії імені Богдана Хмельницького за краще висвітлення військової тематики у творах літератури та мистецтва у номінації «Музичне мистецтво» (2021).
Лауреат Московського міжнародного фестивалю «Віват, Перемого!» (2000, 2001), VI Московського міжнародного фестивалю «Солдати Росії» (2010), Всеукраїнського фестивалю «Пісні, народжені в АТО» (2016) та низки інших.